# Споменик НОБ-у у Лежимиру
Споменик НОБ-у у Лежимиру подигнут је на узвишењу на изласку из села према Фрушкој гори.
Споменички комплекс се састоји од спомен плоче са именима пострадалих житеља Лежимира током Другог светског рата и скулптуре мушкарца и детета на узвишењу до које се долази уређеним степеништем.
Спомен плоча је постављена на зиду од камених квадера, док је скулптура, рад вајара Павла Радовановића (1923—1981), урађена у бронзи. Аутор комлекса је архитекта и вајар Светислав Личина.